# Mistrovství světa v alpském lyžování 1987
29. Mistrovství světa v alpském lyžování proběhlo v termínu od 27. ledna do 8. února 1987 ve švýcarském Crans-Montana.

## Medailisté

### Muži
| Soutěž      | Zlato             | Stříbro           | Bronz           |
| Sjezd       | Peter Müller      | Pirmin Zurbriggen | Karl Alpiger    |
| Slalom      | Frank Wörndl      | Günther Mader     | Armin Bittner   |
| Obří slalom | Pirmin Zurbriggen | Marc Girardelli   | Alberto Tomba   |
| Super G     | Pirmin Zurbriggen | Marc Girardelli   | Markus Wasmeier |
| Kombinace   | Marc Girardelli   | Pirmin Zurbriggen | Günther Mader   |

### Ženy
| Soutěž      | Zlato              | Stříbro           | Bronz               |
| Sjezd       | Maria Walliserová  | Michela Figiniová | Regine Mösenlechner |
| Slalom      | Erika Hessová      | Roswitha Steiner  | Mateja Svet         |
| Obří slalom | Vreni Schneiderová | Mateja Svet       | Maria Walliserová   |
| Super G     | Maria Walliserová  | Michela Figiniová | Mateja Svet         |
| Kombinace   | Erika Hessová      | Sylvia Eder       | Tamara McKinney     |

## Přehled medailí
| Pořadí         | Stát                   | Zlato | Stříbro | Bronz | Celkově |
| 1              | Švýcarsko              | 8     | 4       | 2     | 14      |
| 2              | Lucembursko            | 1     | 2       | -     | 3       |
| 3              | Západní Německo        | 1     | -       | 3     | 4       |
| 4              | Rakousko               | -     | 3       | 1     | 4       |
| 5              | Jugoslávie             | -     | 1       | 2     | 3       |
| 7              | Itálie                 | -     | -       | 1     | 1       |
| 7              | Spojené státy americké | -     | -       | 1     | 1       |
| Medailové sady | Medailové sady         | 10    | 10      | 10    | 30      |